# La Blanca (sitio arqueológico)
La Blanca es un sitio arqueológico maya precolombino ubicado en el municipio de Melchor de Mencos en el norte del Petén, en Guatemala. El yacimiento se localiza en la parte baja del valle del Río Mopán y contiene una importante acrópolis. La ocupación principal ha sido datada en el periodo clásico tardío, aunque un cierto grado de ocupación continuó hasta el posclásico temprano.El elemento arquitectónico más importante del sitio es su acrópolis, una estructura impresionante de 50 metros de lado, que alberga palacios de dimensiones colosales. Los expertos han señalado que estos palacios son tan grandes o incluso más grandes que los que se encuentran en otros importantes sitios mayas como Yaxhá.
La Blanca se encuentra en la frontera entre las regiones noreste y sureste del Petén. La ciudad maya parece haber sido un centro administrativo en el que no se advierte gran énfasis en las actividades religiosas y ceremoniales. Es posible que La Blanca haya sido un lugar subsidiario o dependiente de alguna otra gran ciudad, como Yaxhá o El Naranjo, dada la ausencia casi total de glifos y de monumentos esculpidos. Los arqueólogos estiman que La Blanca sirvió como punto de control fronterizo y como centro de comercio e intercambio regional.
El final de la ocupación formal de la ciudad (en el clásico tardío) parece haber sido violento ya que hay evidencias de hechos bélicos que han sido encontradas en la acrópolis.

## Localización
El acceso a La Blanca se hace por una carretera de tierra desde la población de Flores en el municipio de Melchor de Mencos. En dirección opuesta esta carretera llega a un pueblo también llamado La Blanca que se extiende junto a un pequeño lago. El sitio arqueológico está al sur de una cadena de colinas que tienen una altitud máxima de 490 m s. n. m.
El yacimiento ocupa un pequeño bosque que se encuentra en una extensa zona de tierra agrícola y ganadera. La Blanca se encuentra cerca del río Mopán y de su tributario, el río Salsipuedes.
La selva que cubre el sitio arqueológico llega a una altura promedio de 22 m. Contiene alrededor de 60 especies de árboles, de entre los cuales son notables los “ramones” (iximché en lengua maya) (Brosimum alicastrum) y las palmas de corozo (Orbignya cohune).

## Historia
La ocupación más temprana del sitio que estuvo concentrada en el denominado Grupo Sur, está datada en periodo clásico temprano. Sin embargo, la mayor ocupación del sitio parece haberse dado en el clásico tardío. Los lugares públicos estuvieron cubiertos por estuco blanco. La plataforma de la acrópolis parece haber sido construida antes que los demás edificios principales.
Se ha determinado que en el periodo clásico tardío hubo un mayor acceso de gente a la acrópolis. Durante este mismo periodo las escaleras de acceso fueron rellenadas y completadas. El complejo de la acrópolis fue abandonado por la elite de la ciudad en el clásico terminal, periodo en el que también la mayor parte de la ciudad fue abandonada por los residentes. Muchas puntas de pedernal (proyectiles) han sido recuperados sobre la terraza sur de la acrópolis. Este hecho, en adición a despojos humanos encontrados muy cerca de la superficie, indica que hubo confrontaciones violentas en el lugar en el tiempo en que la ciudad estaba siendo abandonada.
Después de esos eventos, ya en el posclásico, la acrópolis fue reocupada por refugiados que habían estado en la periferia de la ciudad. Estos ocupantes ulteriores, parecen haber abandonado en forma definitiva la ciudad, durante el siglo XI. No hay evidencia de alguna ocupación posterior.

### Historia moderna
En el siglo XVIII Pedro Montañez pasó por el yacimiento y dejó un grafiti con su nombre y la fecha de 1752. Existen archivos que asientan que Montañez fue un capitán español que, en efecto, visitó el lugar el 14 de agosto de tal año. La Blanca fue documentada y registrada al principio del siglo XX. En 1905 Teoberto Maler identificó construcciones en el sitio y la marcó llamándola El Castillito en un mapa que hizo de la región. Raymond F. Merwin visitó La Blanca en 1913 representando al Museo Peabody. Este último visitante fotografió el lugar y lo rebautizó como Chac-Ha. En este punto, el yacimiento parece haber estado cubierto por densa vegetación, haciendo la exploración de las ruinas muy difícil, como resultado de lo cual se hizo solamente una descripción somera de la acrópolis.
Ian Graham publicó un plano del yacimiento en 1980, basado en exploraciones que se realizaron los años precedentes. Se han conducido otras y más exhaustivas exploraciones por parte de la organización del Atlas Arqueológico de Guatemala y del denominado Proyecto Yaxhá-Nakum-Naranjo. Esta última institución empezó a trabajar en 1994 haciendo mapeos del lugar y creando un archivo fotográfico del mismo. En 1995 las ruinas fueron desmalezadas y más tarde la Unidad de Arqueología Regional de Guatemala, hizo un registro del daño que los saqueadores habían causado en el sitio. En 1997 y 1998 se condujeron reparaciones de aquellas estructuras que estaban en riesgo de colapso. En 1999 se registraron nuevos daños como resultado de un temblor de tierra que afectó el lugar. El Atlas Arqueológico de Guatemala incluyó a La Blanca en sus trabajos de la cuenca baja del valle del Mopán en 2001. Recientemente, el Ministerio de Cultura de España, la Universidad de Valencia y la Universidad Politécnica de Valencia financiaron nuevas investigaciones del yacimiento.

## Descripción del sitio
El yacimiento ocupa un área de aproximadamente 26 ha y la mayoría de las estructuras han sido identificadas por estudios arqueológicos. La porción más importante de los edificios encontrados han sido datados del periodo clásico tardío. El plano general tiene la característica poco común en los sitios mayas, de que el eje central norte sur está desplazado 12° al oeste, en tanto que normalmente este eje se encuentra desplazado esos 12° pero al este. Las funciones administrativas y políticas de la ciudad fueron concentradas en la parte este que incluye el Grupo Sur. Es ahí donde se evidencia una mayor calidad arquitectónica.
La plaza Grande del Norte es una plaza que mide 70 por 70 metros. Esta fue nivelada utilizando un lodo con contenido de arcilla, trabajo que se desarrolló durante el periodo clásico tardío. La pedacería de cerámica y pedernal encontrada dan evidencias de los trabajos ocurridos durante la época señalada. Este lodo de arcilla que contiene atapulgita fue muy probablemente traído para la construcción de la ciudad desde los pantanos cercanos. Las excavaciones que se han realizado en la plaza y cerca de la acrópolis, ha revelado la presencia de un muro de contención relacionado seguramente con la construcción de la propia acrópolis.
De la plaza sale un sacbé de 30 metros de ancho que dirigiéndose al sur pasa al oeste de la acrópolis y paralelo a ella. Este camino continúa por aproximadamente 300 m hasta el Grupo Sur. El área al oeste del sacbé presenta numerosos montículos y plataformas de menor tamaño, creyéndose que se trató de un área residencial. Esta zona residencial incluye tres plazas grandes de las que la más al norte está separada de la Gran Plaza (del norte) por una fila de estructuras.
El área que se encuentra al este de la ciudad tiene una pendiente fuerte y no presenta grandes restos de asentamientos, tal vez debido a que las inundaciones periódicas del Río Mopán y del Salsipuedes desaconsejaban la construcción en esta zona.

### Acrópolis
El elemento arquitectónico más importante de todo el conjunto es la acrópolis, un palacio con un patio, dentro de la Gran Plaza Norte. También se conoce a esta acrópolis como el Cuadrángulo por las características de su planta. Una serie de terrazas conducen a un tanque de reserva de agua, que parece haber sido para uso privado del palacio.  Se accedía a esta acrópolis por una escalera muy ancha, desde la Gran Plaza Norte. La forma del conjunto formado por la acrópolis y la plaza son poco usuales, aunque hay otros complejos similares en Tayasal, Ixlú y Kinal.
Se han hecho excavaciones en la acrópolis que han revelado la presencia de al menos dos plataformas sobrepuestas, construidas con bloques de buena calidad y aun de piso de estuco también de buena calidad. Parece que las plataformas fueron cubiertas en fecha posterior a su construcción. Las dos plataformas fueron construidas en el clásico tardío y aparentemente fueron cubiertas en el clásico terminal.

#### Grafiti
La acrópolis también se distingue por un gran número de grafiti inscritos en el estuco de las paredes interiores, muchos de los cuales muestran un buen nivel artístico. Estos grafiti fueron hechos, se cree, en la última fase de ocupación de la acrópolis durante el posclásico temprano e incluyen figuras humanas, algunas tocando instrumentos musicales, y de animales. Los animales mostrados en estos grafiti son venados, una tortuga y una rana.

## Galería de imágenes del sitio

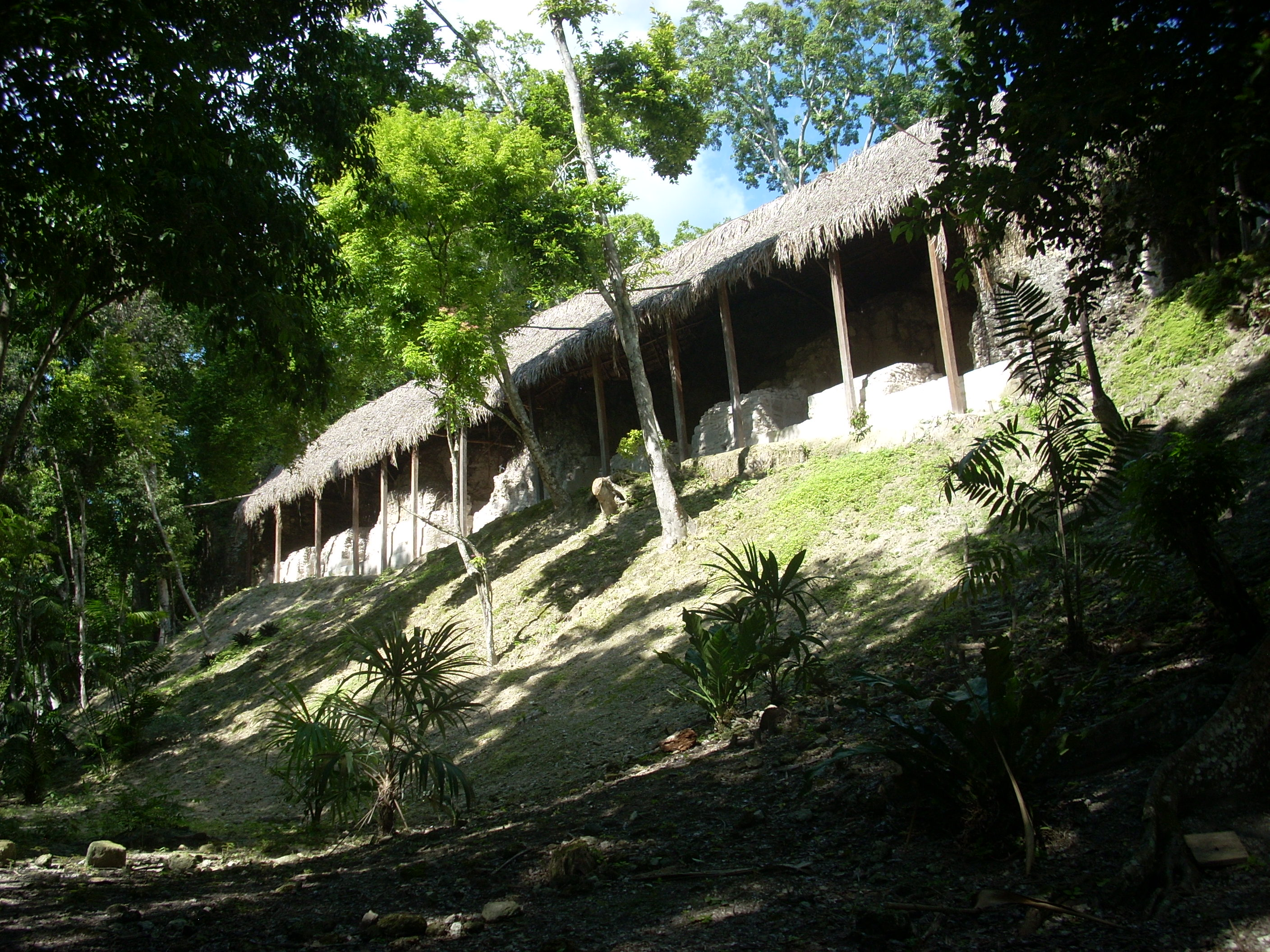
Lado oeste de la acrópolis.
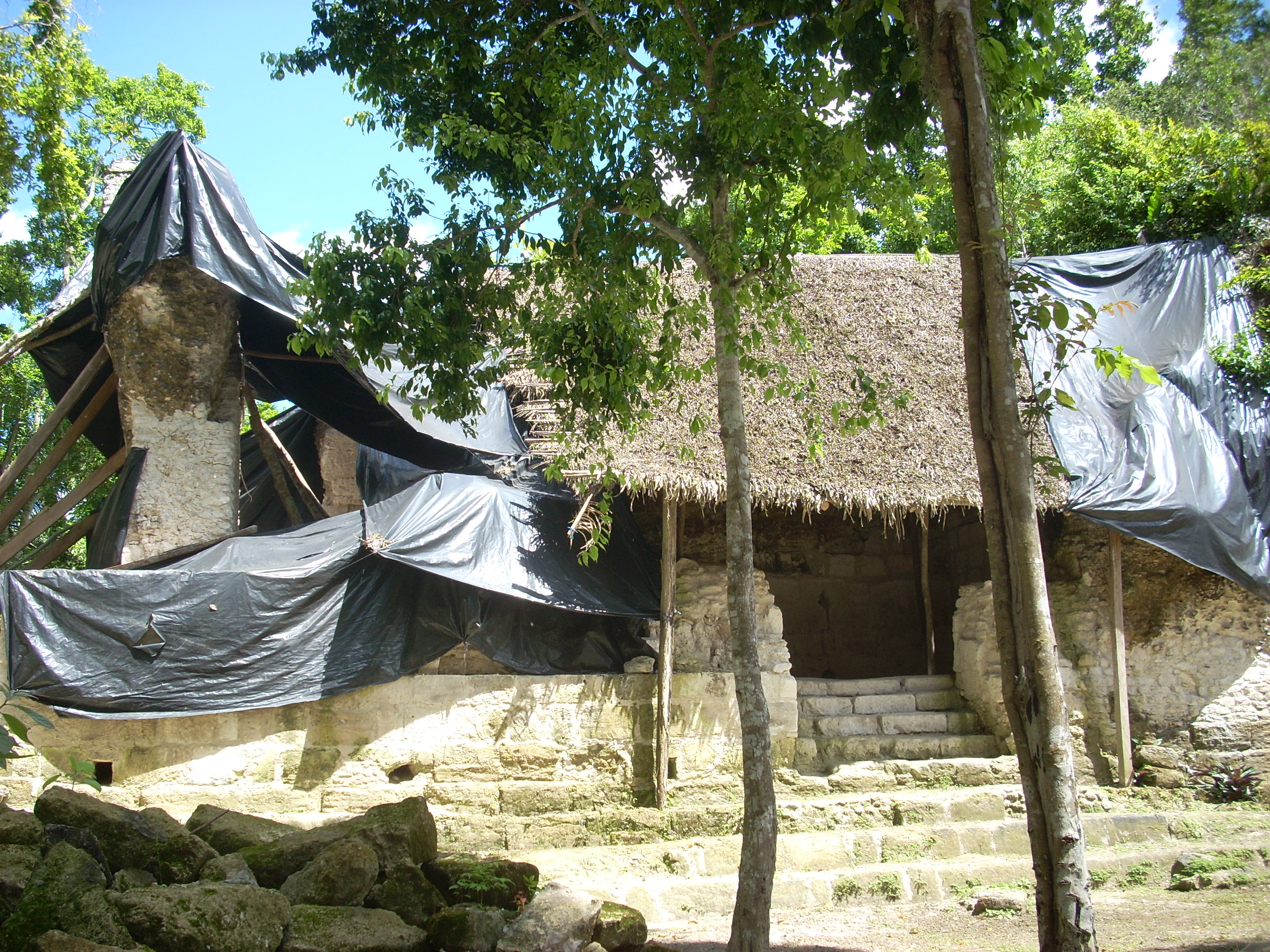
Parte interior de la acrópolis que se supone fueron estructuras dedicadas a fines residenciales.
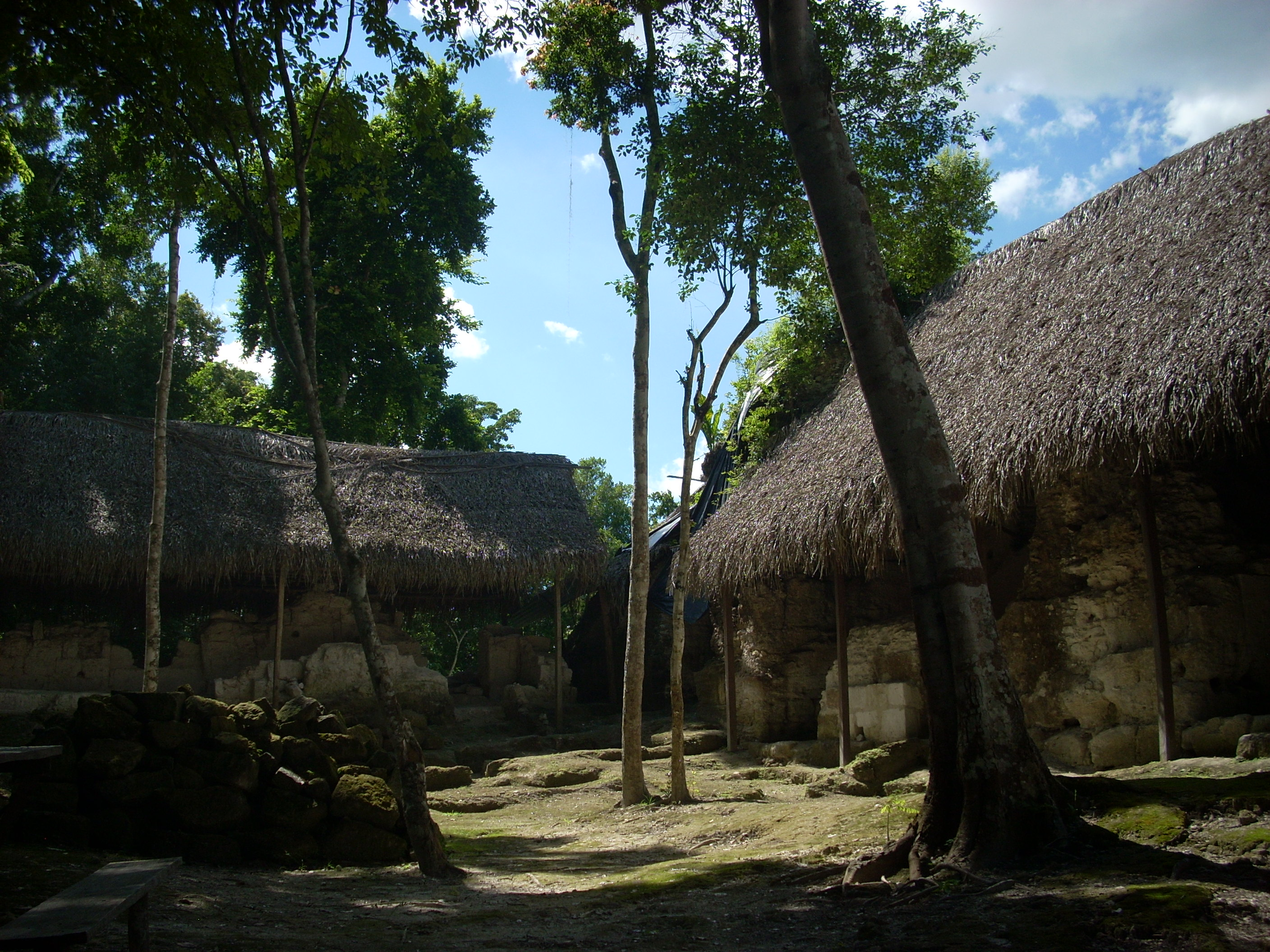
Lado sur de la acrópolis.
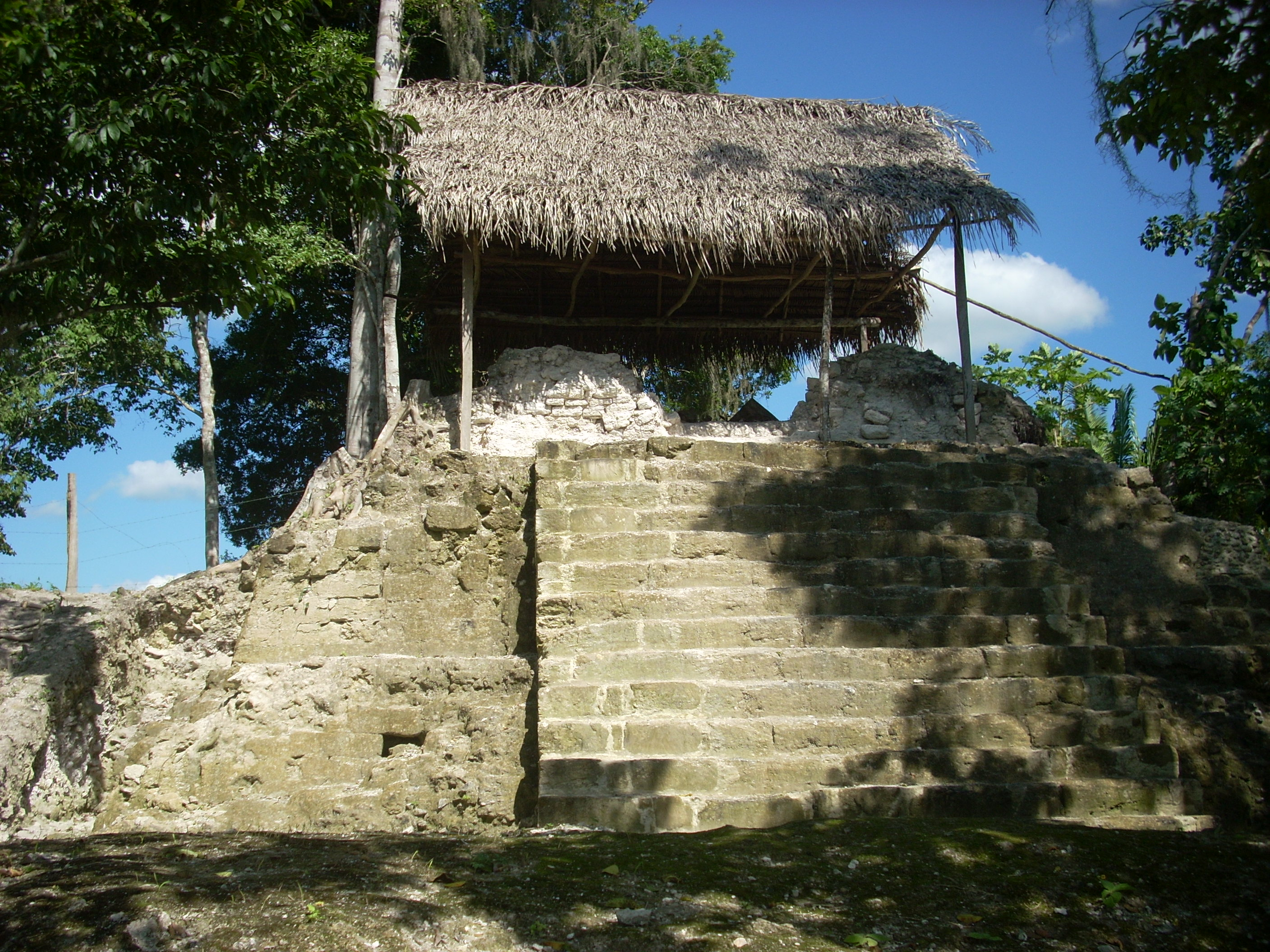
Pirámide en el Grupo Sur.
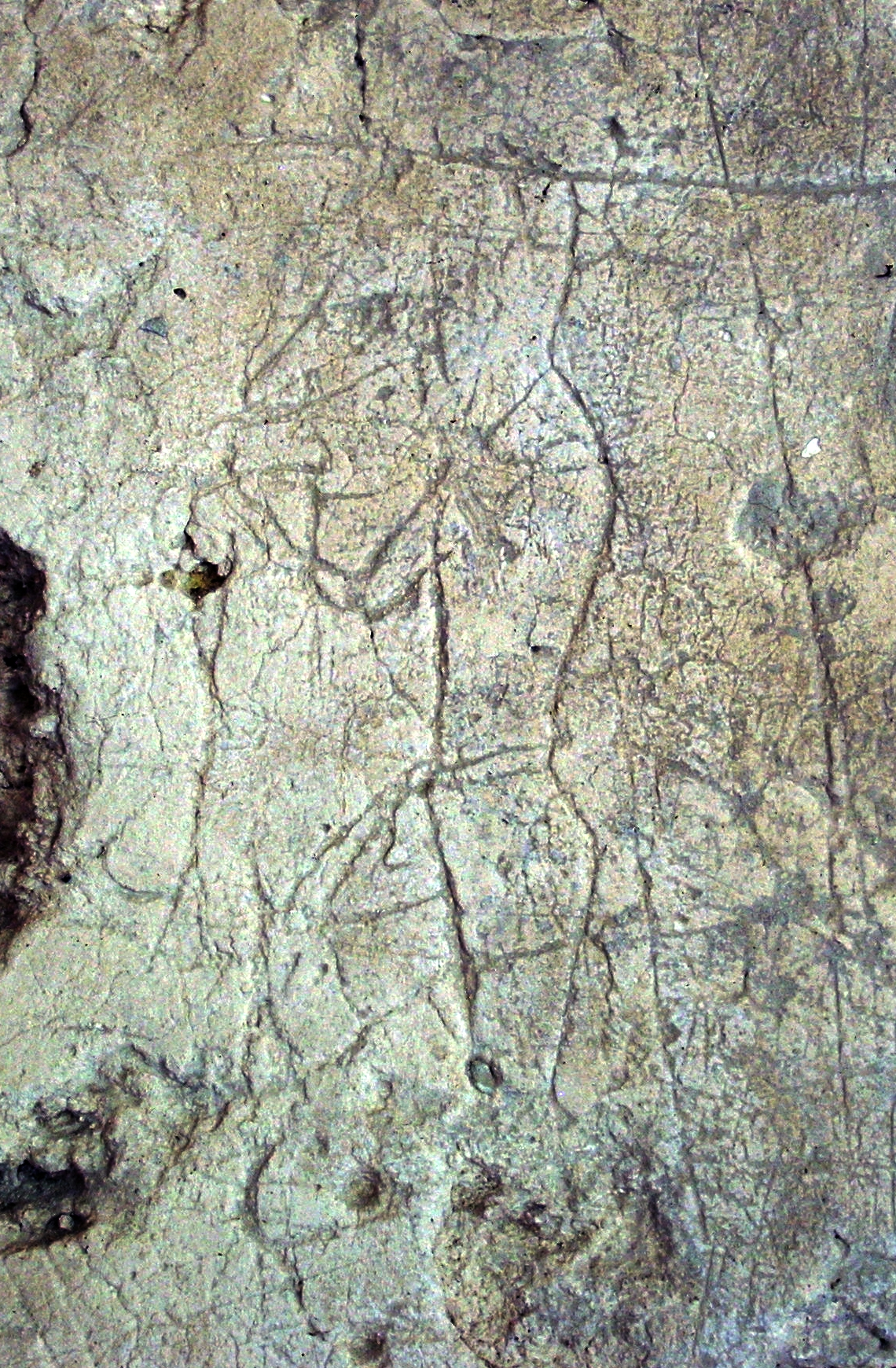
Grafiti de un flautista encontrado en La Blanca.
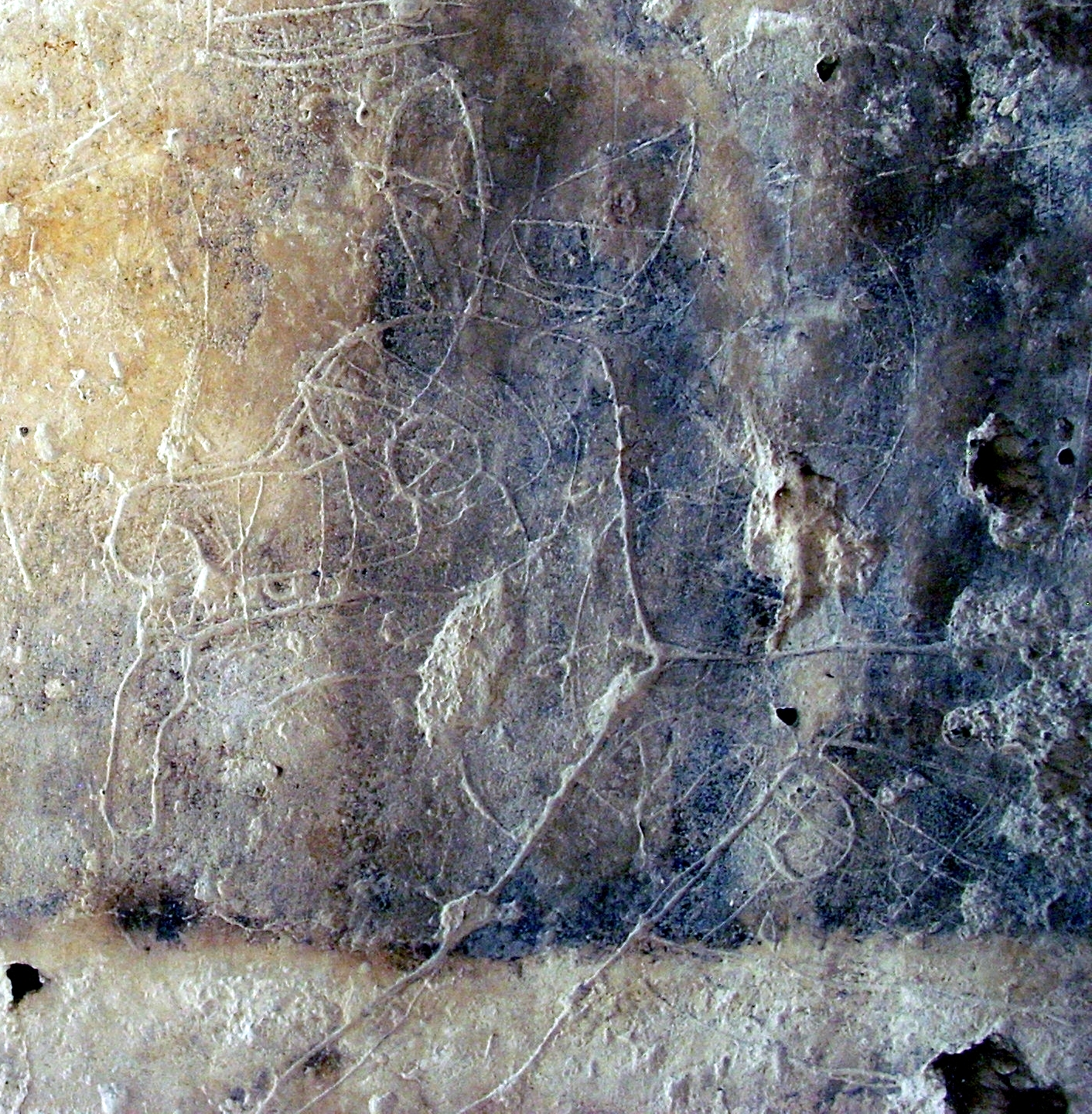
Grafiti de un venado.